# Antoine Elwart

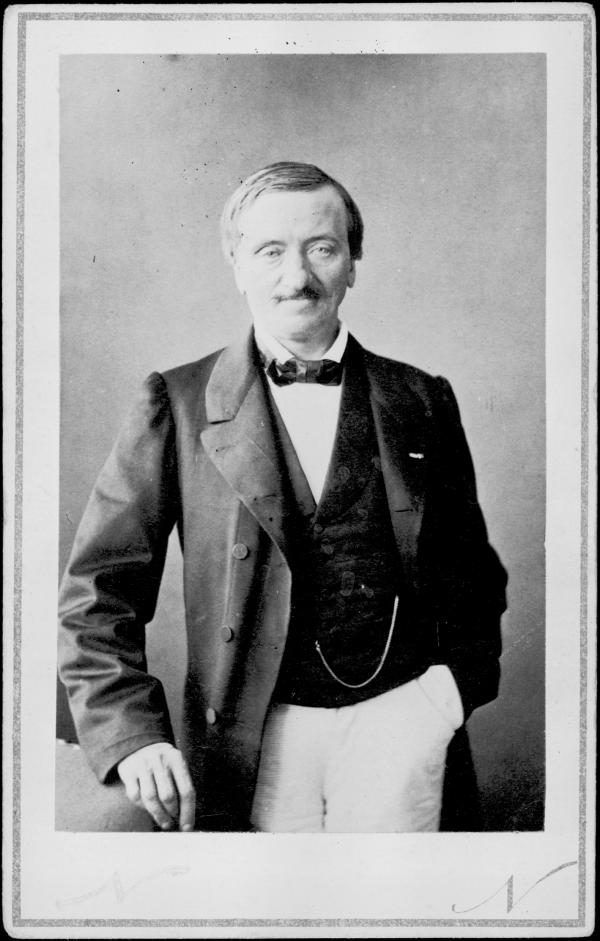
Antoine Elwart, fotografiert von Nadar

Antoine-Aimable-Elie Elwart (* 19. November 1808 in Paris; † 14. Oktober 1877 ebenda) war ein französischer Komponist, Musikpädagoge und -wissenschaftler.

## Leben
Elwart hatte als Kind ersten Musikunterricht an der Maîtrise von St.-Eustache bei Louis Antoine Ponchard, dem Vater des berühmten Operntenors Jean Ponchard. 1823 wurde an der Kirche St.-Roch eine Messe für vier Stimmen und großes Orchester des Fünfzehnjährigen aufgeführt. Ab 1825 studierte er am Pariser Konservatorium zunächst bei François-Joseph Fétis, später bei Jean-François Lesueur und Hector Berlioz.
1832 wurde eine Cäcilienmesse Elwarts aufgeführt, im selben Jahr wurde er Repetitor in der Kontrapunktklasse Antonín Reichas am Konservatorium. Mit der Kantate L’Entrée en loge nach einem Text von Jean-François Gail gewann er 1834 den Premier Grand Prix de Rome. Während seines Romaufenthaltes entstanden unter anderem die Deuxième Messe solennelle (1835), die Omaggio alla memoria di Vincenzo Bellini, die bei den Feierlichkeiten zum Tode des Komponisten im November 1835 am Teatro Valle in Rom aufgeführt wurde, sowie eine italienische Oper.
1837 übernahm Elwart die Klasse des verstorbenen Reicha am Conservatoire de Paris, ab 1840 leitete er bis zu seiner Pensionierung 1871 eine eigene Klasse für Harmonielehre. Zu den zahlreichen Schülern des beliebten Pädagogen, der den Spitznamen le petit père Elwart trug, zählten die Komponisten Aimé Maillart, Georges Bousquet, Théodore Gouvy und Jean-Baptiste Weckerlin, der Pianist Émile Prudent, Olivier Métra, der große Erfolge mit Walzern und Operetten an den Folies Bergère feierte, der blinde Organist Pierre-Edmond Hocmelle, der Geiger und Komponist Adolphe Blanc, der Kontrabassist Victor Verrimst, der belgische Komponist Albert Grisar und andere.
Daneben gab Elwart gemeinsam mit Pierre-Louis Dietsch (Solfège), Charles-Alexandre Fessy (Klavier und Begleitung), Jean Rémusat (Flöte), Maurice Saenger (Violine), François-Emile Rignault (Cello) und Armand Durier (Kontrabass) seit 1838 eine Reihe von privaten Musikkursen in seiner Wohnung.
1838 wurde zur Taufe von Louis Philippe, comte de Paris eine Messe solennelle à grands chœurs Elwarts aufgeführt. Zu den Feiern zum ersten Jahrestag des Todes seines Lehrers Lesueur komponierte er einen Marche funèbre und ein Sanctus, Gounod trug ein dreistimmiges Agnus Dei bei. Im selben Jahr veröffentlichte Elwart auch die erste einer großen Anzahl musikwissenschaftlicher und -historischer Schriften: Duprez, sa vie artistique, avec une biographie authentique de son maître, Alexandre Choron über den Operntenor Gilbert Duprez.
Elwart komponierte neben den genannten Messen zahlreiche Motetten, geistliche Lieder und Oratorien, mehrere Opern, fünf Sinfonien, sechs Ouvertüren, kammermusikalische Werke, darunter dreißig Streichquartette, vier Quintette und drei Trios, sowie Chorwerke. Eine Gesamtausgabe seiner Werke musste wegen des Deutsch-Französischen Krieges 1870 abgebrochen werden.

## Werke
- Messe für vier Stimmen und großes Orchester, 1823
- La Fuite de Bianca Capello, Kantate, 1831
- Cäcilienmesse, 1832
- L'Entrée en loge, Kantate, 1834
- Deuxième Messe solennelle, 1835
- Omaggio alla memoria di Vicenzo Bellini, 1835
- Messe solenelle, 1838
- Miserere für 8 Solostimmen
- Les Catalans, Oper, 1840
- Noé ou le Déluge universel, Oratorien-Sinfonie, Uraufführung Karfreitag, den 21. März 1845
- La naissance d'Eve, Oratorium, 1846
- Schauspielmusik und Chöre zu Alceste von Euripides, 1847
- Te Deum républicain, 1848
- Ruth et Booz, Vokalsinfonie, 1850
- Messe für drei Stimmen und großes Orchester, 1855
- Le sommeil de Pénélope, lyrischer Monolog, 1856
- 1. Quartett für Klavier, Violine, Viola und Cello, 1867
- Le Parnasse de Raphaël, große allegorische Szene für Violine, 1868
- Hymne à Sainte Cécile
- La Visière, komische Oper
- Comme l’amour s’en va, komische Oper
- Le salut impérial, Kantate

## Schriften
- Duprez, sa vie artistique, avec une biographie authentique de son maître, Alexandre Choron, 1838
- Heures de l’enfance, poésie de Mme Virginie Orsini, recueil de prières, cantiques et récréations, à l’usage des maisons d’éducation des deux sexes, collèges, pensionnats, écoles primaires et salles d’asile, mis en musique et précédé d’un Essai sur l’art de chanteur en chœur par A. Elwart, 1838
- Discours sur cette question : Quelles sont les causes qui ont donné naissance à la musique religieuse? Pourquoi s’est-elle écartée de son but? Et quels seraient les moyens de l’y ramener?, 1838
- Etudes élémentaires de la musique depuis ses premières notions jusqu'à celles de la composition, divisées en trois parties : connaissances préliminaires, méthode de chant, méthode d’harmonie, 1838
- Petit manuel d’harmonie, d’accompagnement de la basse chiffrée, de réduction de la partition au piano et de transposition musicale, contenant en outre des règles pour parvenir à écrire la basse ou un accompagnement de piano sous toute espèce de mélodie, 1839
- Feuille harmonique, contenant la théorie et la pratique de tous les accords du système moderne, 1841
- Le Chanteur accompagnateur ou Traité du clavier, de la basse chiffrée, de l'harmonie simple et composée, suivi de la manière de faire les notes d'agrément..., 1844
- Projet relatif à l'organisation d'une chapelle-musique municipale de la ville de Paris, 1846
- Histoire de la Société des concerts du Conservatoire impérial de musique, avec dessins, musique, plans, portraits, notices biographiques, Paris 1860; 2. erweiterte Aufl. 1864
- Manuel des aspirants aux grades de sous-chefs et de chefs de musique dans l'armée, 1862
- Histoire des concerts populaires de musique classique, contenant les programmes annotés de tous les concerts donnés au Cirque Napoléon depuis leur fondation jusqu'à ce jour, suivie de six esquisses sur la vie et les œuvres de J.Haydn, Mozart, Beethoven, Weber, Mendelsohn et R. Schumann, 1864
- Petit traité d’instrumentation à l’usage des jeunes compositeurs, 1869
- Théorie musicale, solfège progressif
- L’Art de chanter en choeur
- L’Art de jouer impromptu de l’alto-viola
- Lutrin et Orphéon, grammaire musicale dans laquelle le plain-chant et la musique sont appris en chantant des choeurs, enrichie d’airs français arrangés à 2, 3 et 4 voix égales